# سرفيل مروح تشيلي
سرفيل مروح تشيلي (الاسم العلمي:Osmorhiza chilensis) هو نوع من النباتات يتبع جنس السرفيل المروح من الفصيلة الخيمية.